# Quia nonnunquam
Quia nonnumquam ist eine Päpstliche Bulle vom 26. März 1322. Mit ihr greift Papst Johannes XXII. erneut in den Armutsstreit der Franziskaner ein.

## Diskussionsfreiheit
Mit dieser Bulle ging der Papst gegen die vermeintliche Häresie der Spiritualen und somit gegen die fundamentalen Entwicklungen des Franziskanerordens vor. Er hob das Diskussionsverbot auf, das sein Vorgänger Nikolaus III. in dessen Bulle Exiit qui seminat (1279) angeordnet hatte,  und eröffnete damit einen neuen Streit über das Armutsideal der Franziskaner.

## Folge
Die Ordensoberen reagierten auf dem Generalkapitel, das über Pfingsten 1322 in Perugia abgehalten wurde. Sie erhoben beim Papst Einspruch und sandten ihm einen Brief. Darin forderten sie die Aufhebung dieser Anordnung und verlangten die Wiederherstellung der Regeln, die von Nikolaus III. aufgestellt worden waren. Darüber hinaus stellten sie den Antrag, gegen den Orden keine weiteren Bullen oder  Dekretalen zu richten. Der Papst seinerseits reagierte mit der nächsten Bulle Ad conditorem canonum und bekräftigte darin seine Anweisungen.